# Siebentischanlagen

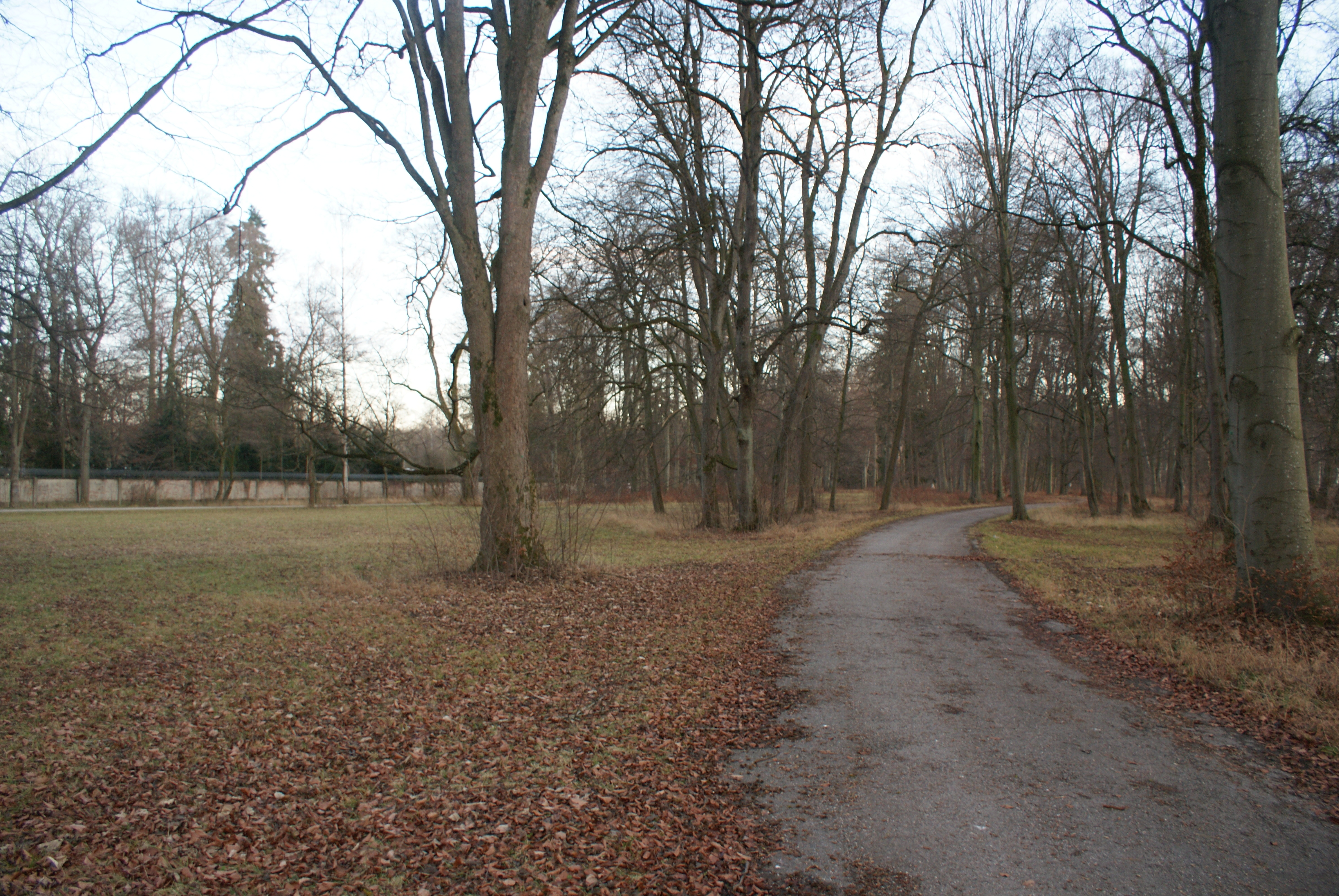
Blick auf die Professor-Steinbacher-Straße in den Siebentischanlagen

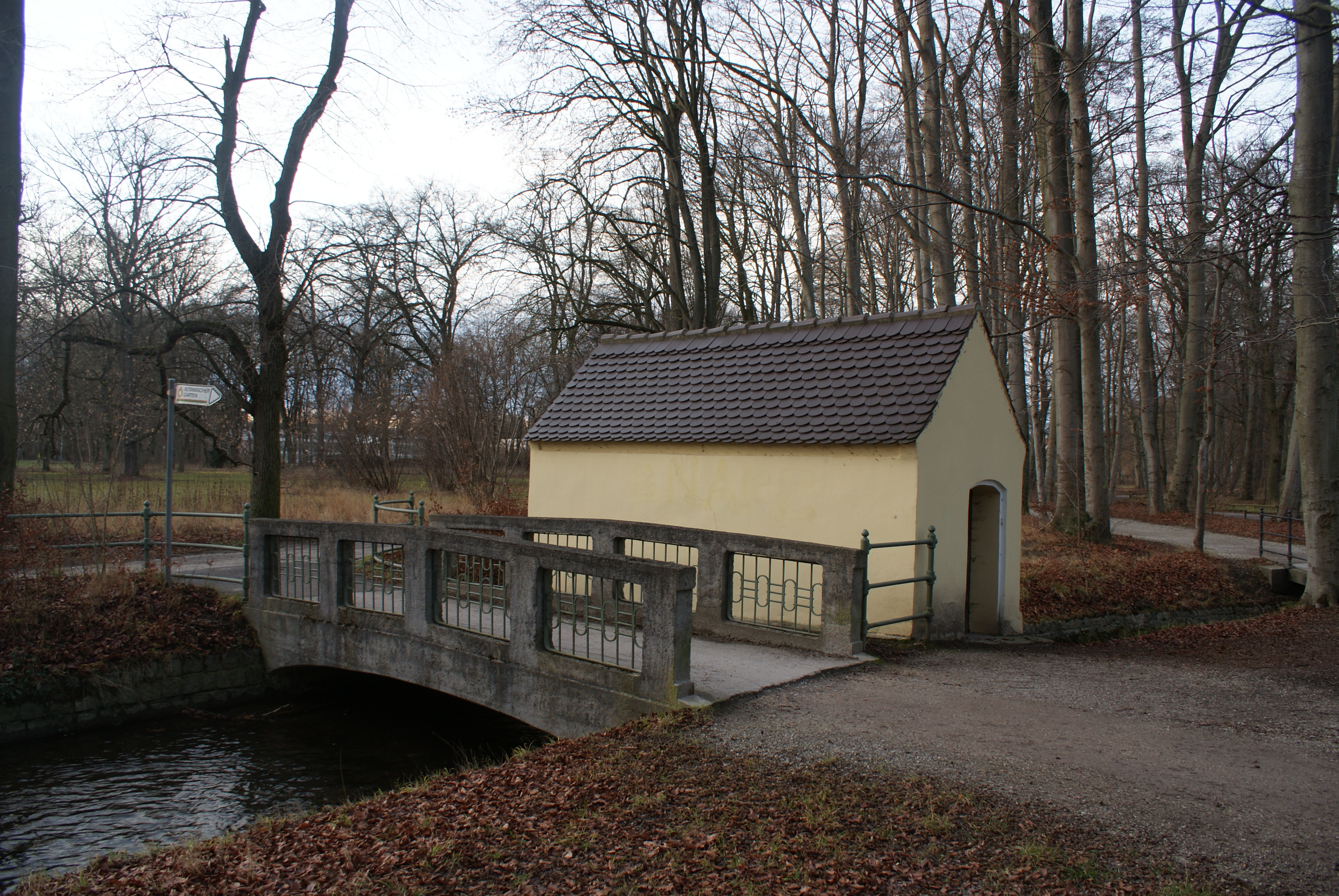
Brücke über den Siebenbrunner Bach

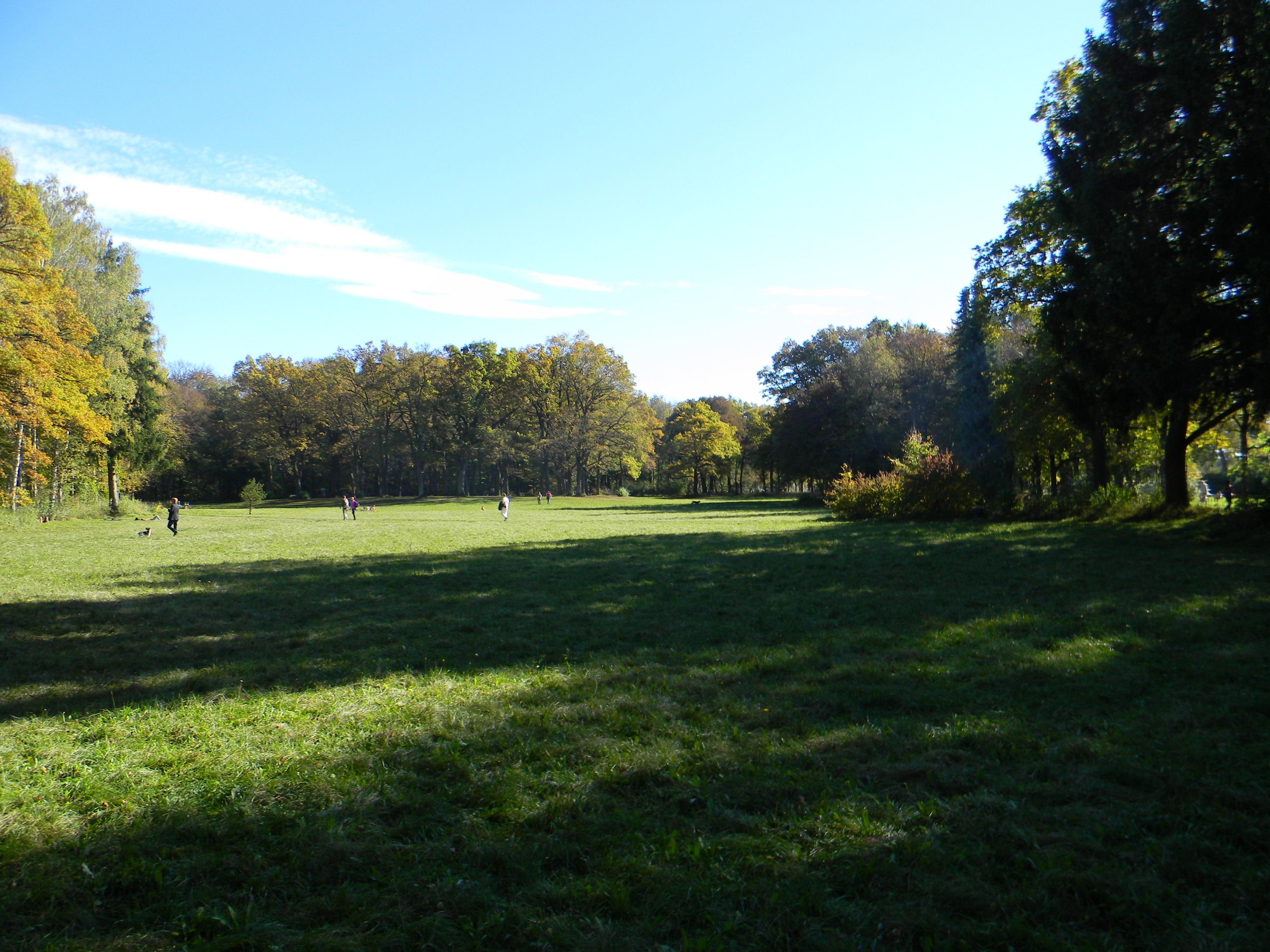
Eine gut besuchte Wiese in den Siebentischanlagen an einem sonnigen Oktobertag

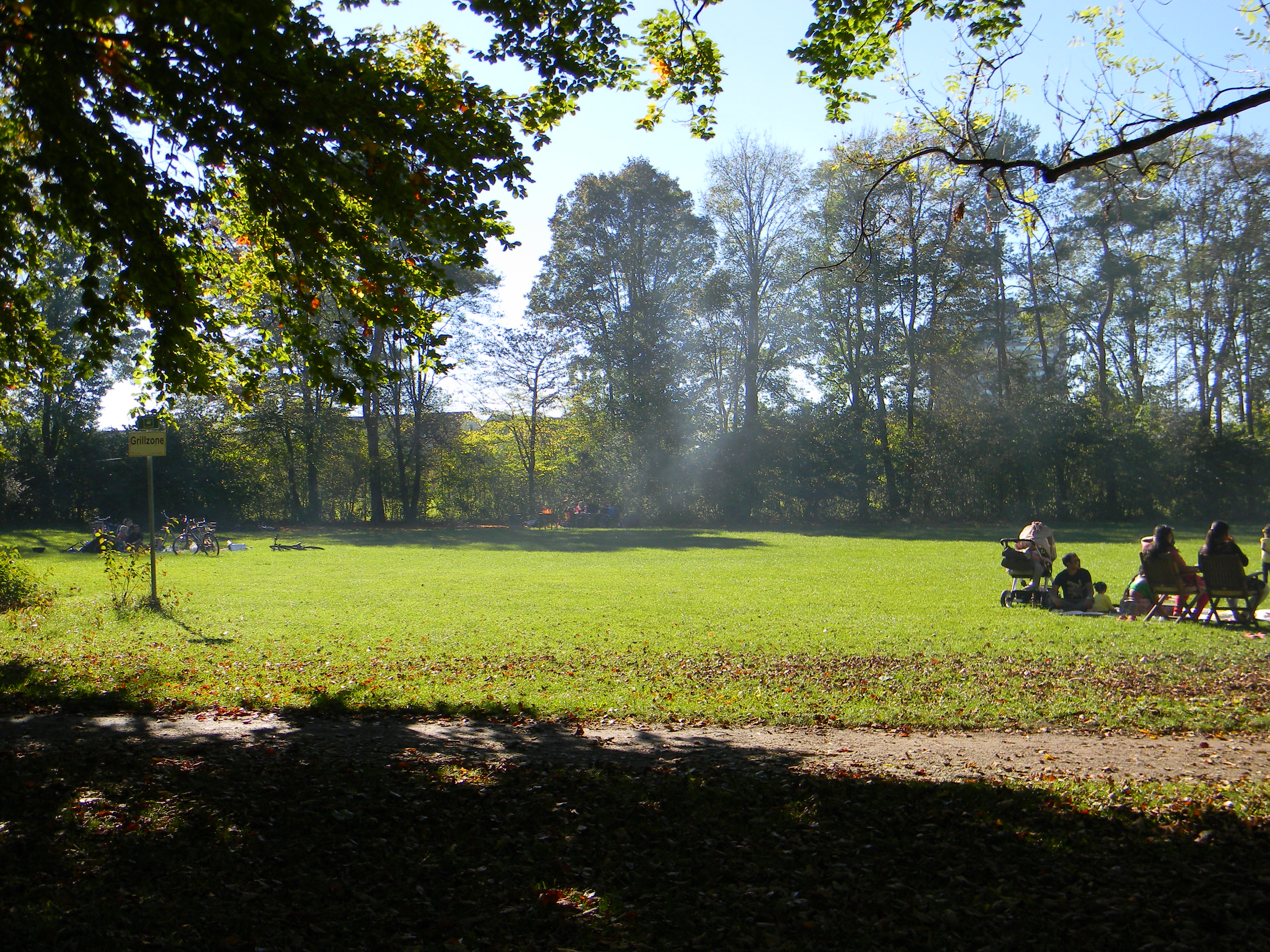
Wiese mit Grillzone

Die Siebentischanlagen (auch Siebentischpark genannt) sind ein von Bächen durchzogener Landschaftspark und Bestandteil des Augsburger Stadtwaldes. Der Park wurde gegen Ende des 19. Jahrhunderts angelegt und ist heute ein Naherholungsgebiet. Oft werden die Siebentischanlagen fälschlicherweise auch als Siebentischwald bezeichnet. Tatsächlich handelt es sich beim Siebentischwald aber um den südlich anschließenden Wald.
In der Bayerischen Denkmalliste sind die Siebentischanlagen als Baudenkmal im Stadtteil Spickel eingetragen.

## Lage
Die Siebentischanlagen sind ein in Nord-Süd-Richtung langgestrecktes und in West-Ost-Richtung relativ schmales Areal östlich der Haunstetter Straße. Es hat eine Fläche von etwa 27 Hektar bei zirka 1,5 km Länge und bis zu 250 m Breite.
Der Park wird im Westen von der Bezirkssportanlage Süd und Kleingärten begrenzt. Im Osten grenzt er an den Botanischen Garten und den Zoo an. Seine Nordgrenze ist eine vierstreifige Straße, die sogenannte Schleifenstraße. Die Südgrenze der Siebentischanlagen verläuft an der Allee Ilsungstraße. Der Ablass am Oberen Anger und das Areal rund um den Stempflesee gehören bereits zum Siebentischwald, nicht mehr zu den Siebentischanlagen.

## Geschichte

### Entstehung
Die Anlagen entstanden in den 1870er Jahren auf Anregung des damaligen Stadtbaurates Ludwig Leybold, der darum bemüht war, den durch die Industrialisierung hervorgerufenen Verlust von Grünflächen durch die Schaffung neuer Grünflächen auszugleichen. Darüber hinaus bestand in der Stadtbevölkerung der Wunsch nach einer schattigen Wegverbindung zur Ausflugsgaststätte Siebentisch – der Weg dorthin führte bisher über landwirtschaftlich genutzte Flächen.
Auf der Grundlage von (durch Leybold überarbeiteten) Plänen von Carl von Effner wurde 1874 mit der Anlage des Parks begonnen. Bereits ein Jahr später wurde dieser eröffnet. Zwischen 1876 und 1879 wurde zwischen dem südlichen Altstadtrand beim Roten Tor und den neuen Anlagen eine Allee angelegt (heute Baumgartnerstraße).

### Entwicklung
1902/1903 und 1907/1908 erfuhr der Park kleinere Erweiterungen in westlicher und südlicher Richtung.
1905 legte man anlässlich des 100. Todestages von Friedrich Schiller im Park die „Schiller-Runde“ an. Hierbei handelt es sich um eine Linde, genannt „Schiller-Linde“, die von großen, runden Steinen umgeben ist.
1908 wurde am Südende der Anlagen (am Übergang zum Siebentischwald) der nach seinem Stifter Freiherr Edmund von Schaezler benannte Schaezlerbrunnen errichtet.
1914 wurde im Zentrum der Anlagen die Ausflugsgaststätte mit Biergarten „Parkhäusl“ gebaut – in den amtlichen Stadtplänen bis 1956 als „Parkhaus“ bezeichnet.
In den Jahren 1936 und 1937 kam es wegen der Errichtung des Botanischen und des Zoologischen Gartens zu kleineren Flächeneinbußen.
1944 wurde die Ausflugsgaststätte Siebentisch, die ein Grund für die Anlage des Siebentischparks gewesen ist, bei den Luftangriffen auf Augsburg zerstört und anschließend nicht wiederaufgebaut. Der Park blieb aber bestehen.
Ab Mitte der 1950er Jahre wurden die Siebentischanlagen in mehreren Schritten in westlicher Richtung um Spiel- und Sportwiesen erweitert. Ende der 1970er Jahre wurde schließlich der Ackerstreifen zwischen dem Südende des Parks und der Ilsungstraße als Grünfläche umgestaltet.
Die schwersten Eingriffe in die Parkanlagen waren 1967 die Errichtung einer Minigolf-Anlage beim Parkhäusl sowie der Bau der Schleifenstraße Ende der 1990er Jahre, für die der nördlichste Teil des Parks aufgegeben wurde. Kleinere Flächenverluste bedeutete auch die Erweiterung des Botanischen Gartens zur 2000-Jahr-Feier der Stadt Augsburg im Jahr 1985.

## Gewässer
- Siebenbrunner Bach
- Brunnengraben
- Siebentischweiher mit Zu- und Ableitung vom Spitalbach aus.

## Brunnen

### Schaezlerbrunnen

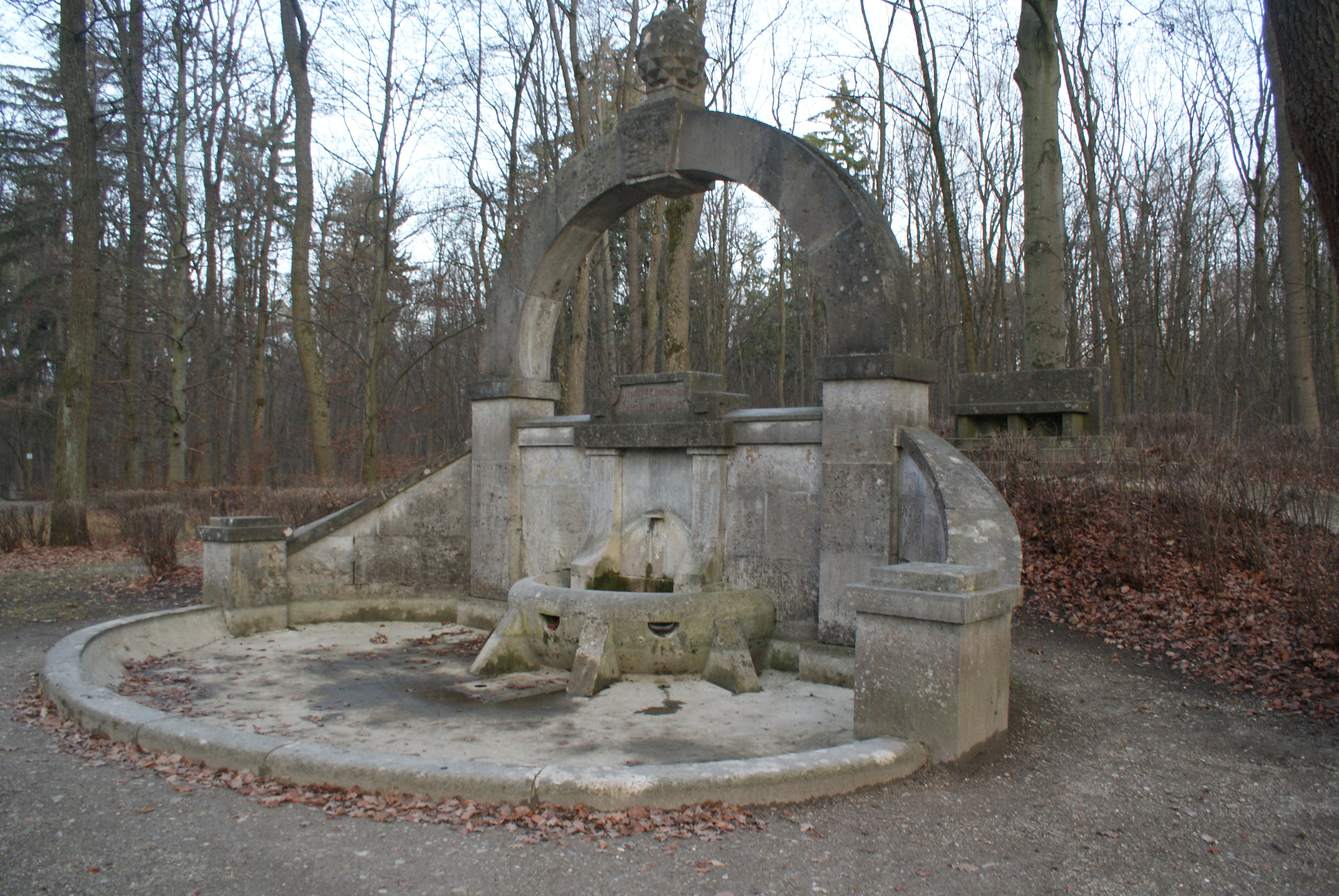
Blick auf den Schaezlerbrunnen im Winter

Am südlichen Ende der Siebentischanlagen befindet sich der Schaezlerbrunnen (Standort). Der 1908 erbaute Brunnen markiert den Übergang zum Siebentischwald und ist ein Denkmal zu Ehren des Freiherrn Edmund von Schaezler, der mit Hilfe seiner Stiftung die Erweiterung der Siebentischanlagen ermöglichte.
Der imposant wirkende Brunnen besteht aus einem etwa 6 Meter hohen Bogenportal und einer oben angebrachten Zirbelnuss. Unterhalb des Bogens befindet sich eine Mauer mit vorgelagertem Muschelkalkbecken. Der Entwurf für die Brunnenanlage stammt von dem Augsburger Bildhauer Jakob Rehle. Hinterhalb des Brunnens ist auf einer kleinen Anhöhe eine massive Steinbank angeordnet.

### Gusseiserne Trinkwasserbrunnen

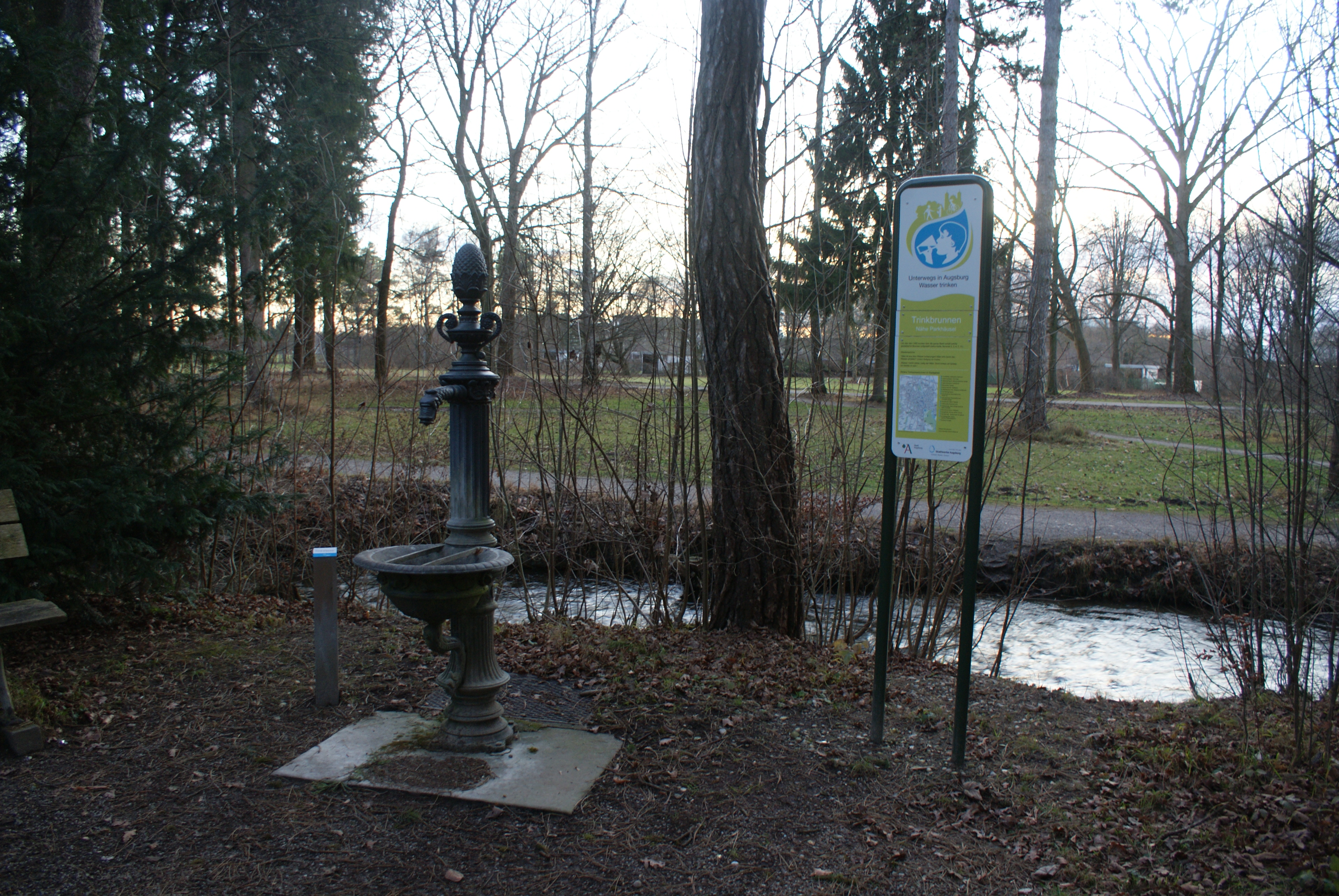
Einer von drei Trinkwasserbrunnen im Park

Neben dem Schaezlerbrunnen gibt es drei weitere Brunnen in den Siebentischanlagen. Es handelt sich dabei um Trinkwasserbrunnen aus Gusseisen, die um 1900 errichtet wurden. Es gibt nur noch sehr wenige dieser alten und einst sehr zahlreich in Augsburg vertretenen Trinkwasserbrunnen.
Die Brunnen bestehen aus einer runden und mit einer Zirbelnuss bekrönten Brunnensäule mit vorgelagertem Wasserbecken. An den Brunnensäulen sind dekorative Verzierungen angebracht und die Wasserbecken sind mit Muschelornamenten versehen.